# Unar (Einheit)
Unar, auch Un-ar, war eine Masseneinheit (Gewichtsmaß) in Khiva, einer Stadt in der Provinz Xorazm von Usbekistan.
- 1 Unar = 1 Pfund (= 30 Lot)  plus 6,856 Lot (Preußen = 16,667 Gramm) = 614,279 Gramm (errechn.)